# 竹叶草
竹叶草（学名：Oplismenus compositus）为禾本科求米草属下的一个种。

## 扩展阅读
- 維基物種上的相關：竹叶草